# Georgia Langhans
Georgia Langhans (* 4. Juli 1947 in Lauenburg/Elbe) ist eine deutsche Politikerin (Bündnis 90/Die Grünen). Von 2002 bis 2008 war sie Mitglied des Niedersächsischen Landtags.

## Ausbildung und Beruf
Nach dem Abitur am staatlichen Internatsgymnasium Schloss Plön studierte Langhans Tiermedizin. 1970 machte sie eine Ausbildung zur veterinärmedizinischen Assistentin und war anschließend bis zu ihrem Einzug in den Landtag an der Tierärztlichen Hochschule Hannover tätig. 

## Politik
Seit den 1980er-Jahren ist Langhans Mitglied der Grünen. Von 1991 bis 2012 war sie Ratsfrau der Stadt Celle und von 1996 bis 2002 Vorsitzende der dortigen Grünen-Fraktion. Am 23. Oktober 2002 zog sie als Ersatz für Silke Stokar von Neuforn in den Niedersächsischen Landtag ein und war seit 2003 Schriftführerin. Bei der Landtagswahl in Niedersachsen 2008 trat sie im Wahlkreis Celle an, verpasste aber mit unter 6 % der Erststimmen deutlich ein Direktmandat und wurde auch nicht über die Landesliste gewählt.
Im Oktober 2015 wurde sie zur stellvertretenden Ortsbürgermeisterin des Celler Stadtteils Hehlentor gewählt.
Langhans ist Mitglied von Verdi und im BUND. Sie ist verheiratet und hat zwei Kinder.